# Région insulaire (Colombie)

Région insulaire sur une carte de Colombie

La région insulaire est une région naturelle de Colombie.
Elle comprend les archipels de San Andrés et Providencia, San Bernardo, Rosario, des îles côtières telles que Tierra Bomba, Fuerte et Tortuguilla en mer des Caraïbes, et les îles de Malpelo et Gorgona dans l'océan Pacifique.